# Onitis robustus
Onitis robustus là một loài bọ cánh cứng trong họ Bọ hung (Scarabaeidae).